# Marc Trebaci Prisc
Marc Trebaci Prisc (en llatí Marcus Trebatius Priscus) va ser un magistrat romà que va viure a finals del segle i i principis del segle ii.
Poca cosa se'n sap d'ell, només que va ser cònsol sufecte l'any 109, perquè és mencionat als Fasti.